# (10246) Frankenwald
(10246) Frankenwald (6381 P-L) – planetoida z pasa głównego asteroid okrążająca Słońce w ciągu 4,1 lat w średniej odległości 2,56 j.a. Odkryta 24 września 1960 roku.